# Costilla del Cerro
Costilla del Cerro är en ort i Mexiko.   Den ligger i kommunen Copanatoyac och delstaten Guerrero, i den sydöstra delen av landet, 230 km söder om huvudstaden Mexico City. Costilla del Cerro ligger 2 108 meter över havet och antalet invånare är 241.
Terrängen runt Costilla del Cerro är lite bergig, och sluttar norrut. Runt Costilla del Cerro är det ganska glesbefolkat, med 32 invånare per kvadratkilometer. Närmaste större samhälle är Malinaltepec, 17,4 km söder om Costilla del Cerro. I omgivningarna runt Costilla del Cerro växer huvudsakligen savannskog.